# Nāḩiyat Maskanah
Nāḩiyat Maskanah (arabiska: ناحية مسكنة) är ett subdistrikt i Syrien.   Det ligger i provinsen Aleppo, i den centrala delen av landet, 300 km nordost om huvudstaden Damaskus.
Runt Nāḩiyat Maskanah är det ganska tätbefolkat, med 86 invånare per kvadratkilometer.